# Медведева, Анна Евгеньевна
Анна Евгеньевна Медведева (30 июля 1989, Ревда, Свердловская область) — российская лыжница и триатлонистка, чемпионка России по лыжным гонкам, чемпионка мира по зимнему триатлону. Мастер спорта России международного класса (2017).

## Биография
Занимается лыжным спортом с 14 лет. Представляет Свердловскую область (г. Полевской) и спортивный клуб Северского трубного завода. Тренировалась под руководством Алёны Алексеевны Жуковой (в г. Ревда) и своего брата Андрея Медведева.
В лыжных гонках на уровне чемпионата России завоевала ряд медалей, в том числе золото в 2016 году в гонке на 50 км; бронзу в 2016 году в гонке на 30 км и в 2017 году в гонке на 50 км. Многократная чемпионка Чемпионата Уральского ФО, победительница и призёр ряда соревнований, среди них «Лыжня России» (Екатеринбург, 2015, 2016, 2019, 2020), международный марафон «Европа-Азия».
В составе сборной России в сезоне 2016/17 принимала участие в гонках Кубка мира. На этапе в Пхёнчане в феврале 2017 года заняла шестое место, что стало лучшим результатом в карьере.
Участница чемпионата мира 2017 года в Лахти, где при завале в ходе скиатлона на 15 км получила травму щеки, тем не менее смогла доехать до финиша, заняв 33-е место. Также на чемпионате мира стартовала в гонке на 30 км, заняла 31-е место.
На чемпионате мира среди военнослужащих 2018 года завоевала бронзу в гонке на 10 км. В биатлонной гонке патрулей в составе сборной России финишировала шестой.
В 2020 году приняла участие в Чемпионате мира по зимнему триатлону в Итальянском Asiago, который стал для неё дебютным официальным соревнованием в этом виде спорта. Стала чемпионкой мира в смешанной эстафете в паре с Павлом Андреевым и серебряным призёром в женских соревнованиях.
В 2021 приняла участие в Чемпионате мира по зимнему триатлону, который проходил в Андорре. Заняла 2 место в индивидуальной гонке и 3 место в эстафете в паре с Евгением Уляшевым.
В 2022 году приняла участие на Чемпионате мира по зимнему триатлону в Андорре в новой дисциплине зимний дуатлон, в которой стала чемпионкой.
Неоднократная участница легкоатлетического горного марафона Конжак, на котором не менее 7 раз попадала в топ-10. Лучший результат — второе место в 2016 году.